# Pobiedzińszczyzna
Pobiedzińszczyzna (biał. Пабядзіншчына; ros. Побединщина) – wieś na Białorusi, w obwodzie witebskim, w rejonie dokszyckim, w sielsowiecie Królewszczyzna.
Dawniej używana nazwa – Polenina.

## Historia
W czasach zaborów w powiecie wilejskim w guberni wileńskiej Imperium Rosyjskiego.
W dwudziestoleciu międzywojennym ówczesny zaścianek leżała w Polsce, w województwie wileńskim, w powiecie duniłowickim, od 1926 w powiecie dziśnieńskim, w gminie Porpliszcze.
Według Powszechnego Spisu Ludności z 1921 roku zamieszkiwało tu 41 osób, wszystkie były wyznania prawosławnego. Jednocześnie 8 mieszkańców zadeklarowało polską przynależność narodową, 33 białoruską. Było tu 5 budynków mieszkalnych. W 1931 w 7 domach zamieszkiwało 46 osób.
Wierni należeli do parafii rzymskokatolickiej w Parafianowie i prawosławnej w Porpliszczach. Miejscowość podlegała pod Sąd Grodzki w Dokszycach i Okręgowy w Wilnie; właściwy urząd pocztowy mieścił się w Porpliszczach.
Po agresji ZSRR na Polskę w 1939 roku wieś znalazła się w granicach BSRR. W latach 1941–1944 była pod okupacją niemiecką. Następnie leżała w BSRR. Od 1991 roku w Republice Białorusi.